# Масохі
Масо́хі (індонез. Masohi) — місто, що прирівняне до одного з 14 районів округу Центральне Малуку провінції Малуку у складі Індонезії. Розташоване у центральній частині острова Серам.

## Адміністративний поділ
До складу міста входять 5 селищ:
| Населений пункт | Населення, осіб (2010) |
| --------------- | ---------------------- |
| Ампера          | 5558                   |
| Лесане          | 4030                   |
| Летвару         | 5187                   |
| Намаело         | 13367                  |
| Намасіна        | 3338                   |